# Mimo Billi
Mimo Billo (eigentlich Domenico Billi, auch Mimmo Billi; * 21. März 1910 in Imola; † 26. November 1974 in Rom) war ein italienischer Schauspieler.

## Leben
Billi lebte nach seiner Schulzeit in Bergamo, Genua und schließlich in Rom, wo er als Produktionssekretär bei der Filmindustrie Beschäftigung fand. Ab 1935 lebte er in Afrika, wo er mit einer Theatergruppe Abessinien, Somalia und Eritrea bespielte. Während des Zweiten Weltkrieges wurde Billi Soldat, in der Schlacht bei Agordat gefangen genommen und konnte später nach Italien zurückkehren. Erneut fand er Gelegenheit, in seiner alten Beschäftigung als Produktionssekretär zu arbeiten. Ab 1950 übernahm er auch hin und wieder kleine, meist kauzig-sympathische Nebenrollen in Kinofilmen (nach einem vereinzelten Engagement 1935), was innerhalb kurzer Zeit zu einer stattlichen Anzahl von Werken führte, in denen Billi mitwirkte – häufig ohne Nennung in den Besetzungslisten, aber auch unter verschiedenen Namensvarianten. Auch in Bühnenproduktionen und in vielen Fotoromanen war er zu sehen, später wurde er zum Stammgast in italienischen Fernsehserien. 1969 zog er sich von der Schauspielerei wieder zurück.

## Filmografie (Auswahl)
- 1935: Milizia territoriale
- 1950: È più facile che un cammello…
- 1952: Die bittere Liebe (Lo sceicco bianco)
- 1952: Der Mantel (Il cappotto)
- 1954: Geliebte Tram (Hanno rubato un tram)
- 1956: TKX antwortet nicht (Si tous les gars du monde)
- 1968: Einladung zum Totentanz (…E venne il tempo di uccidere)
- 1969: Warum hab’ ich bloß 2x ja gesagt?